# Кистеннин ап Риддерх
Константин ап Риддерх (валл. Cystennin ab Rhydderch; 570—636) — король Альт Клуита (612/614—617).

## Биография
Константин — сын Риддерха Альт Клуитского.
Вероятно, Константин правил не очень долго, но, как сказано в «Житии святого Кентигерна», «подчинил себе все окрестные варварские народы без кровопролития и превзошел богатством, славой, достоинством и святостью всех королей Камбрии, которые правили до и после него, так что многие стали почитать его как святого».
Вскоре Константин отрекся от престола в пользу своего родственника Нехтона ап Гвидно и удалился в Ирландию, где стал жить инкогнито. Лишь несколько лет спустя монахи узнали о королевском происхождении Константина. Около 636 года он стал настоятелем монастыря Рахан.
Позже Константин вернулся на родину, где построил церкви в Керкконстантайне, Кеннейле и Даннехтине, а также знаменитый монастырь в Говэне, где и умер. Впоследствии Константин был причислен к лику святых (день памяти — 11 марта).